# Urophyllum fuscum
Urophyllum fuscum är en måreväxtart som beskrevs av William Grant Craib. Urophyllum fuscum ingår i släktet Urophyllum och familjen måreväxter.
Artens utbredningsområde är Thailand. Inga underarter finns listade i Catalogue of Life.